# 曼尼·亞歷山大
曼紐爾·德·黑蘇斯·亞歷山大（西班牙語：Manuel De Jesús Alexander，1971年3月20日—），暱稱為曼尼·亞歷山大（英語：Manny Alexander），為前美國職棒大聯盟的內野手，右投右打。其生涯曾效力於金鶯、大都會、小熊、紅襪、遊騎兵和教士等隊。

## 外部連結
- 球員資訊和成績在MLB ，ESPN ，Retrosheet ，Baseball Reference ，Fangraphs （英文）